# ویلیامزتاون (ماساچوست)
ویلیامزتاون، ماساچوست
ویلیامزتاون (به انگلیسی: Williamstown) شهرکی در شهرستان برکشایر ایالت ماساچوست می‌باشد که در سال ۱۷۶۵ بنیان‌گذاری شده‌است. این شهرک در سرشماری سال ۲۰۱۰ میلادی، ۷٬۷۵۴ نفر جمعیت داشته‌است.